# Bestvina-Mess-Formel
Im mathematischen Gebiet der geometrischen Gruppentheorie berechnet die Bestvina-Mess-Formel (auch Satz von Bestvina und Mess) die Dimension des Randes einer hyperbolischen Gruppe aus ihrer Gruppenkohomologie. Sie wurde von Mladen Bestvina und Geoffrey Mess bewiesen.

## Satz von Bestvina und Mess
Sei {\displaystyle \Gamma } eine hyperbolische Gruppe, dann gilt für die Dimension ihres Randes {\displaystyle \partial _{\infty }\Gamma }:
{\displaystyle \dim(\partial _{\infty }\Gamma )=\max \left\{n\colon H^{n}(\Gamma ,\mathbb {Z} \Gamma )\not =0\right\}.}
Insbesondere gilt für torsionsfreie hyperbolische Gruppen
{\displaystyle \dim(\partial _{\infty }\Gamma )=cd(\Gamma ),}
wobei {\displaystyle cd(\Gamma )} die kohomologische Dimension der Gruppe {\displaystyle \Gamma } bezeichnet.

## Z-Mengen
Die Bestvina-Mess-Formel folgt aus dem von Bestvina und Mess bewiesenen Isomorphismus von {\displaystyle R\Gamma }-Moduln (für einen beliebigen Ring {\displaystyle R}):
{\displaystyle H^{i}(\Gamma ,R\Gamma )\cong {\check {H}}(\partial \Gamma ,R),}
wobei die rechte Seite die Čech-Kohomologie des Randes {\displaystyle \partial \Gamma } mit Koeffizienten im Ring {\displaystyle R} bezeichnet.
Dieser wiederum folgt aus dem folgenden 1991 von Bestvina und Mess bewiesenen Satz.
Sei {\displaystyle P(\Gamma )} der Rips-Komplex der hyperbolischen Gruppe {\displaystyle \Gamma }. Dann ist {\displaystyle {\overline {P(\Gamma )}}:=P(\Gamma )\cup \partial _{\infty }\Gamma } ein absoluter Retrakt und {\displaystyle \partial _{\infty }\Gamma } eine {\displaystyle {\mathcal {Z}}}-Menge in {\displaystyle {\overline {P(\Gamma )}}}.
Letzteres bedeutet, dass es für jede abgeschlossene Teilmenge {\displaystyle A\subset \partial _{\infty }\Gamma } eine Homotopie {\displaystyle H\colon {\overline {P(\Gamma )}}\times \left[0,1\right]\to {\overline {P(\Gamma )}}} mit {\displaystyle H_{0}=id} und {\displaystyle H_{t}\vert _{A}=id} gibt, so dass
{\displaystyle H_{t}({\overline {P(\Gamma )}}\setminus A)\subset {\overline {P(\Gamma )}}\setminus \partial _{\infty }\Gamma }
für alle {\displaystyle t>0} gilt.

## Anwendungen
Bestvina und Mess benutzen ihre Formel, um den folgenden Satz über die lokale Topologie des Randes zu beweisen:
Sei {\displaystyle \Gamma } eine hyperbolische Gruppe. Es gebe einen Ring {\displaystyle R} und ein {\displaystyle i>0} für das {\displaystyle H^{i}(\Gamma ,R\Gamma )} endlich erzeugt und nicht Null ist. Wenn {\displaystyle \partial _{\infty }\Gamma } zusammenhängend ist, dann ist es lokal zusammenhängend.
Für die Fundamentalgruppen {\displaystyle \Gamma =\pi _{1}M} geschlossener, irreduzibler 3-Mannigfaltigkeiten {\displaystyle M} beweisen sie, dass {\displaystyle \partial _{\infty }\Gamma } homöomorph zur 2-Sphäre und die universelle Überlagerung {\displaystyle {\widetilde {M}}} homöomorph zum {\displaystyle \mathbb {R} ^{3}}, sowie {\displaystyle {\widetilde {M}}\cup \partial _{\infty }\Gamma } homöomorph zur abgeschlossenen 3-Kugel {\displaystyle B^{3}} ist.
In höheren Dimensionen {\displaystyle n\geq 6} gilt der analoge Satz, dass für eine torsionsfreie, hyperbolische Gruppe {\displaystyle \Gamma }, die die Fundamentalgruppe einer geschlossenen, asphärischen {\displaystyle n}-Mannigfaltigkeit {\displaystyle M} mit {\displaystyle {\widetilde {M}}\cong \mathbb {R} ^{n}} und {\displaystyle {\widetilde {M}}\cup \partial _{\infty }\Gamma \cong B^{n}} ist, der Rand homöomorph zu {\displaystyle S^{n-1}} sein muss.